# Asiatiska spelen 1970
Asiatiska spelen 1970, även kända som den sjätte Asiaden, hölls i Bangkok i Thailand mellan den 9 och 20 december 1970. Totalt deltog 2 400 idrottare från 18 olika länder.
Totalt anordnades 135 tävlingar i 13 olika sporter. Det land som tog flest guldmedaljer var Japan (78 stycken), följt av Sydkorea (12 stycken) samt Thailand och Iran (9 stycken vardera). Huvudarena för spelen var Suphachalasai Stadium.

## Förberedelser

### Val av arrangörsort
Vid Asian Games Federations möte i december 1966 i samband med asiatiska spelen i Bangkok valdes Seoul i Sydkorea enhälligt att arrangera spelen 1970, då Ceylon dragit tillbaka sin ansökan om att arrangera spelen i Colombo. I mars 1968 valde dock Sydkorea att dra sig ur på grund av finansiella svårigheter samt säkerhetshot från Nordkorea. I maj 1968 samlades Asian Games Federation för en extrainsatt kongress där det konstaterades att Japan och Thailand var de enda medlemsländerna som skulle kunna arrangera spelen utan alltför stora svårigheter, då Japan redan tagit på sig ett flertal internationella evenemang togs beslutet att rekommendera Thailand att återigen hålla spelen i Bangkok. Efter förhandlingar mellan AGF och den thailändska regeringen slöts slutligen i oktober 1968 ett avtal där Thailand gick med på att arrangera under förutsättning att varken den thailändska staten eller olympiska kommittén skulle behöva stå för kostnaderna.

### Ekonomi
Då Sydkorea tagit på sig att stå för kostnaderna för spelen bidrog de med 250 000 amerikanska dollar av de 400 000 som skulle svara för kostnaderna för spelen. Ytterligare elva av Asian Games Federations medlemsländer gav frivilliga bidrag på sammanlagt 162 000 dollar (Japan: 75 000, Taiwan och Israel: 25 000 vardera, Malaysia: 10 000, Filippinerna, Hongkong, Indonesien, Iran och Pakistan: 5 000 vardera, Nepal och Sydvietnam: 1 000 vardera) vilket gav organisationskommittén totalt 412 000 dollar.

### Öppningsceremonin
Spelen öppnades den 9 december av Thailands kung Bhumibol Adulyadej inför en publik på 35 000 åskådare på Suphachalasai Stadium. Delegationer med idrottare och funktionärer tågade in på stadion ackompanjerade av en musikkår bestående av 500 militärmusiker, de följde det thailändska alfabetets bokstavsordning med Korea först, undantaget var värdnationen Thailands delegation som tågade in sist. Spelen förklarades öppnade av kungen och ballonger och duvor släpptes, därefter tändes elden av tävlingscyklisten och rallyföraren Preeda Chullamondhol som tävlat för Thailand i OS 1964.

## Sporter
Det tävlades i 13 sporter. Segling var med på programmet för första gången samtidigt som tennis och bordtennis ströks för att spara pengar.
| Badminton Basket Boxning Brottning Cykling Fotboll Friidrott Landhockey Segling | - Simsport Simhopp Simning Vattenpolo Skytte Tyngdlyftning Volleyboll |

## Medaljfördelning
Totalt delades 423 medaljer ut (137 guld, 133 silver och 153 brons). Av 18 deltagande länder tog 13 länder minst en guldmedalj och 16 minst en medalj. Medaljtabellen toppades av samma länder som i föregående spel, Japan (74 guld, 144 medaljer), följt av Sydkorea (18 guld, 54 medaljer) och Thailand (9 guld, 39 medaljer).
  *   Värdnation
| Pl.    | Nation          | Guld | Silver | Brons | Totalt |
| ------ | --------------- | ---- | ------ | ----- | ------ |
| 1      | Japan           | 74   | 47     | 23    | 144    |
| 2      | Sydkorea        | 18   | 13     | 23    | 54     |
| 3      | Thailand*       | 9    | 17     | 13    | 39     |
| 4      | Iran            | 9    | 7      | 7     | 23     |
| 5      | Indien          | 6    | 9      | 10    | 25     |
| 6      | Israel          | 6    | 6      | 5     | 17     |
| 7      | Malaysia        | 5    | 1      | 7     | 13     |
| 8      | Burma           | 3    | 2      | 7     | 12     |
| 9      | Indonesien      | 2    | 5      | 13    | 20     |
| 10     | Ceylon          | 2    | 2      | 0     | 4      |
| 11     | Filippinerna    | 1    | 9      | 12    | 22     |
| 12     | Republiken Kina | 1    | 5      | 12    | 18     |
| 13     | Pakistan        | 1    | 2      | 7     | 10     |
| 14     | Singapore       | 0    | 6      | 9     | 15     |
| 15     | Khmerrepubliken | 0    | 2      | 3     | 5      |
| 16     | Sydvietnam      | 0    | 0      | 2     | 2      |
| Totalt | Totalt          | 137  | 133    | 153   | 423    |

## Deltagande nationer
2 400 idrottare vilka representerade 18 av Asian Games Federations medlemsländer deltog i spelen. Afghanistan och Laos deltog endast med funktionärer.
| - Burma - Ceylon - Filippinerna - Hongkong - Indien - Indonesien - Iran - Israel - Japan | - Khmerrepubliken - Republiken Kina - Malaysia - Nepal - Pakistan - Singapore - Sydkorea - Sydvietnam - Thailand |